# Николаевская волость (Верхнеднепровский уезд)
Николаевская волость — административно-территориальная единица Верхнеднепровского уезда Екатеринославской губернии.
По состоянию на 1886 состояла из 13 поселений, 13 сельских общин. Население 2038 человек (1061 мужского пола и 977 женского), 310 дворовых хозяйств.
| Собственность  | Площадь (в т. ч. пахотной) |
| -------------- | -------------------------- |
| Сельских общин | 1368 (992)                 |
| Частная        | 16 678 (3044)              |
| Другая         | 1268 (423)                 |
| Всего          | 19 314 (4459)              |

Самое большое поселение:
- Николаевка (Широкая, Гегеловка) — село при реке Домоткань в 20 верстах от уездного города, 384 человека, 63 двора, православная церковь.